# شركة التأمين الزراعي الهندية
{{بطاقة شركة
| المالك = وزارة المالية (الهند)، حكومة الهند
| الشركة_الأم = 
| المنتجات = Crop Insurance 
| موقع_ويب =
شركة التأمين الزراعي الهندية المحدودة (AIC) هي شركة قطاع عام مركزي هندية تحت ملكية وزارة المالية، بالحكومة الهندية. وهي شركة تأمين زراعية ومقرها في نيودلهي، الهند. وهي تحت ملكية حكومة الهند والرقابة الإدارية لوزارة المالية في الهند. وهي تقدم برامج التأمين على المحاصيل الزراعية القائمة على العائد والطقس في ما يقرب من 500 مقاطعة إقليمية في الهند. وهي تغطي ما يقرب من 20 مليون مزارع، مما يجعلها أكبر شركة تأمين للمحاصيل في العالم من حيث عدد المزارعين الذين يتم خدمتهم من قبل الشركة.
تهدف الشركة إلى توفير التغطية التأمينية والدعم المالي للمزارعين في حالة فشل أي محصول نتيجة الكوارث الطبيعية والآفات والأمراض لاستعادة أهليتهم الائتمانية للموسم التالي ؛ لتشجيع المزارعين على تبني ممارسات زراعية تقدمية ، ومدخلات ذات قيمة عالية وتكنولوجيا أعلى ؛ للمساعدة في استقرار دخل المزارع ، لا سيما في سنوات الكوارث. توفر الخطة تأمينًا شاملاً ضد مخاطر الخسائر الناتجة عن الحرائق الطبيعية والبرق وعواصف البرد والأعاصير والعواصف والفيضانات والانهيارات الأرضية والجفاف والأفات الزراعية وما إلى ذلك.